# Gérard Deschamps
Pour les articles homonymes, voir Deschamps.
Gérard Deschamps est un peintre et un plasticien français né le 10 octobre 1937 à Lyon.
Il est rattaché au mouvement du Nouveau Réalisme.

## Biographie
Gérard Deschamps vit à Lyon jusqu'en 1944 avant de s'installer à Paris jusqu'en 1970. Autodidacte, sa vocation pour la peinture se manifeste très tôt et il fréquente les galeries d'art parisiennes de la rue de Seine.
Il expose dès 1955 à la galerie Fachetti à Paris. C'est à cette époque qu'il abandonne la peinture à l'huile qui, selon lui, manque de souplesse, pour se tourner vers des collages incorporant des photographies d'objets issues du catalogue Manufrance.
En 1957, il expose à la galerie du Haut-Pavé à Paris ses premiers tableaux faits de chiffons et de plissages qui annoncent le Nouveau Réalisme. Début novembre de la même année, il est mobilisé et envoyé pour 27 mois en Algérie, où il participe à la contre-attaque de 1958 et à l'opération « jumelles ». Libéré en 1960, il rencontre Raymond Hains et Jacques Villeglé et intègre officiellement le groupe des Nouveaux Réalistes en 1961, un an après sa fondation officielle.
Avec ses plissages, il désire rénover les débordements de tissus, qui selon lui, « furent les gardiens du souffle de l'art en Occident, même dans les périodes de décadence, en effet que serait la victoire de Samothrace sans sa mince tunique mouillée qui en fait l'ancêtre des voitures compressées, réalisation ultime du plissage qui me fut soufflée par mon manque de moyens financiers[réf. nécessaire]. »
Il se spécialise dans les chiffons, les dessous féminins, trouvés chez un chiffonnier dénommé Chatton. Ces chiffons, puis les tissus d'essuyage industriels japonais envahissent ses ateliers à La Châtre et rue Gambetta à Paris. Ses compositions à base de dessous féminins — par exemple Le Rose de la vie, assemblage de culottes, corsets, soutiens-gorge, gaines et jarretelles à dominante rose — lui vaudront d'être censuré à plusieurs reprises.
En 1961, il trouve une nouvelle mine de textiles de récupération aux Puces, les bâches de signalisation de l'armée américaine aux couleurs fluorescentes, puis à nouveau un stock chez un ferrailleur de la Bastille. Il expose aussi dès 1961 des chiffons japonais et belges issus de la publicité, des nappes de cuisine en plastique, des patchworks… Dans la même période, marqué par la guerre (tout comme [Anselm Kiefer ) il utilise des plaques de blindage et des enveloppes de métal qui servent à isoler les réacteurs d'avions, marquées par des irisations de chaleur.
En 1965, développant ses métaphores militaires, il crée les « bananes » en grillage métallique plissé et coloré, qui peuvent faire jusqu'à 8 mètres de long et rappellent les barrettes de décorations militaires. Il invente les effets de moirage grâce à la superposition des grilles métalliques.
En 1970, en rupture avec le monde de l'art parisien, Gérard Deschamps s'installe totalement en Berry, à La Châtre, dans la maison de ses grands-parents. Son activité créatrice se poursuit et sera à nouveau montrée régulièrement à partir de 1978 dans les expositions, et dans les galeries parisiennes et étrangères.
Dès 1980, il témoigne de la société des loisirs avec ses « panoplies » ludiques, faites d'assemblages de maillots de bain, de ballons, de planches à voile ou skateboards, qui l'apparentent artistes du pop art. Dans les années 1990 apparaissent des assemblages très colorés de ballons de plage entassés dans des filets, puis, en 2001, de skateboards. Enfin, dernièrement, il expose ses Pneumostructures, assemblages, ou non, de bouées gonflables, de matelas pneumatiques ou autres liés à l'imaginaire enfantin.
En 2013 il rend hommage à son ami et complice Raymond Hains au Musée de l hospice Saint Roch d Issoudun à travers l exposition Deschamps /Hains .

## Œuvres
- Bigeart-Bise Art, barrette de croix de guerre, 1978, Centre national des arts plastiques, musée des Beaux-Arts de Dole
- Chien fou à la cravate 1961 , Fondation Gandur pour l art contemporain Genève .
- Plastique à la tapette, 1961, techniques mixtes sur panneau sous vitrine, 91,3 × 193,5 × 17,2 cm, musée d'Art de Toulon.
- Torchons et serviettes, 1961, tissus sur panneau sous plexiglas, 93 × 190 × 10 cm, musée d'Art moderne de Paris.
- Les Chiffons de La Châtre, 1960, corsets et dentelles sur panneau, 130 × 143 cm, Paris, musée national d'Art moderne.
- Pilot Ink, 1961-1964, assemblage de tissus publicitaires japonais, 182 × 206 cm, Paris, musée national d'Art moderne.
- Dans les règles de l'art, 1960, assemblage de lingeries sur panneau, 160 × 174 cm, Lisbonne, musée Berardo.
- Bananes, 1965, métal sur planche de bois, 124 × 316 × 14,5 cm, Vienne (Autriche), Museum Moderner Kunst Stiftung Ludwig Wien.
- Bâche de signalisation de l'armée américaine, 1961, 79 × 168 cm, Vienne (Autriche), Museum Moderner Kunst Stiftung Ludwig Wien.
- Is bayadere, 1963, musée d'Art moderne et d'Art contemporain de Nice.
- France 98, 1998, objets et vêtements du Mondial, 87 × 92 × 21 cm, Puteaux, Fonds national d'art contemporain.
- Martha's vineyard, 1970, œuvre textile, 255 × 96,5 cm, Strasbourg, musée d'Art moderne et contemporain.
- Lao Tseu, 1961, assemblage de bannières japonaises, Issoudun, musée de l'Hospice Saint-Roch.
- La Valise des nouveaux réalistes, 1973, acquis en 1986, New York, Museum of Modern Art.
- Fleur de Hollande, 1962, Lieu d'art et action contemporaine de Dunkerque.
- Tableau de chiffons, 1962, Kunsthalle de Mannheim.
- Bâche de signalisation de l'armée américaine, 1961, Paris, Fondation Cartier pour l'art contemporain.
- Voile de planche, profilé Décathlon, 1998, Puteaux, Fonds national d'art contemporain.
- Voiles de planches, 1998, Paris, Fondation Cartier pour l'art contemporain.
- Tentacules, 2004, Puteaux, Fonds national d'art contemporain.
- Bâche de signalisation de l'armée américaine, 1961, Cologne, musée Ludwig.
- One Night, 1987, textile sur toile, Barcelone, Fondation Stampfli.

Lieu d art contemporain L Arboretum Argenton sur Creuse : Boîte à ballons 2001
• Frac Sud  Marseille.  Hands off . Skate boards 2001 

## Expositions personnelles
- 1955 : galerie Fachetti, Paris.
- 1956 : galerie du Haut Pavé, Paris.
- 1957 : galerie Colette Allendy, Paris.
- 1962 : galerie J, Paris ; galerie Ursula Girardon, Paris.
- 1963 : Galleria Appolinaire, Milan.
- 1964 : galerie Florence Houston Brown, Paris ; Galeria del Leone, Venise.
- 1965 : galerie Ad Libidum, Anvers.
- 1966 : Galleria l'Elefante, Venise.
- 1978 : galerie Lara Vincy, Paris, « Bigeard/Bis », avec la participation d'Orlan.
- 1979 : galerie Dominique Marches, Châteauroux.
- 1988, 1990, 1991 : Galerie Le Gall Peyroulet, Paris.
- 1991 : Fiac, galerie Gilles Peyroulet, Paris.
- 1993 : Galerie Der Spiegel, Cologne.
- 1998 : Fondation Cartier, Paris ; galerie de La Châtre, Paris.
- 2000 : galerie de La Châtre, Paris ; galerie Gilles Peyroulet, Paris.
- 2001 : galerie Gilles Peyroulet, Paris.
- 2002 : Galleria Peccolo Livorno ; galerie de La Châtre, Paris.
- 2003 : musée de l'Hospice Saint-Roch, Issoudun.
- 2004 : musée des Beaux-Arts de Dôle.
- 2005 : château d'Ars, La Châtre ; musée des Beaux-Arts d'Orléans ; galerie Gilles Peyroulet, Paris.
- 2006 : Le Safran, Amiens.
- 2007 : galerie de La Châtre, Paris.
- 2008 : musée des Arts décoratifs de Paris.
- 2009 : « Châteauroue », manifestation d'art contemporain à Châteauroux ; « Solo Show », Fiac, Paris, galerie Martine et Thibault de La Châtre.
- 2011 : « Hommage à Gérard Deschamps », galerie du Temps Présent, Créteil ; Lieu d'art contemporain, L'Arboretum, Argenton-sur-Creuse ; galerie Martine et Thibault de la Châtre, « Yes we cannot ou comment les politiques nous mènent en bateau ».
- 2012 : 01 Wave Attack, L’identité Remarquable, Orléans.
- 2013 : Deschamps/ Hains, musée de l’Hospice Saint Roch, Issoudun ; Deschamps/Maucotel, Montluçon.
- 2014 : Deschamps, Ma premiere galerie, Paris.
- 2016 : « Du passé au présent », galerie Gilles Peyroulet, Paris.
- 2018 : galerie Grimont, Paris Art Fair.
- 2018 : « Skate Boards et Street Art », Luxembourg Art Fair.
- 2020 : « Gérard Deschamps. Peintures sans Peintures », Lieu d'art et action contemporaine de Dunkerque.

. 2022 : Gérard Deschamps : Les années 60 Galerie Peyroulet Paris
2025 : C est quoi le plan B ? Centre d Art Contemporain d Anglet . 

## Catalogues
- Gérard Deschamps et le Rose de la Vie, Galerie J Paris, 1962
- Baches de signalisation et plaques de blindage, Galerie Ursula Girardon Paris, 1962
- Baches de l Armee Americaine , Galerie legal Peyroulet Paris, 1988
- Imprimés et plissages 1956-1965, Galerie Gilles Peyroulet, 1991
- Gérard Deschamps, homo accessoirus, entretien avec Hélène Kelmachter, Fondation Cartier pour l'art contemporain, Actes Sud, 1998.
- Gérard Deschamps. Rétrospective, Issoudun, musée de l'hospice Saint-Roch, musée des Beaux-Arts de Dôle, 2003
- Gérard Deschamps. Pneumostructures, château d'Ars / Galerie Martine et Thibault de La Châtre, 2005
- Gérard Deschamps, Livourne, Galerie Peccolo, 2002
- Le Nouveau Réalisme, Galeries nationales du Grand Palais, Sprengel-Museum Hannover, Paris, édition RMN, Centre Georges-Pompidou, 2007
- Gérard Deschamps, Galerie Martine et Thibault de La Châtre, Fiac 2009
- Gérard Deschamps, L'Arboretum, lieu d'art contemporain, moulin du Rabois, Argenton-sur-Creuse, 2011
- Gerard Deschamps Eloge du Quotidien, Editions Art Passion, 2014
- Gérard Deschamps, Éditions du Regard, 2017
- Gérard Deschamps, Éditions Art Passion, Luxembourg Art Fair, 2018
- Gérard Deschamps. Peintures sans peintures, Lieu d'art et action contemporaine de Dunkerque, 2020
- . Les Deschamps de Raynaud. Éditions du Regard, 2023